# Atypha
Atypha är ett släkte av fjärilar. Atypha ingår i familjen nattflyn.
Kladogram enligt Catalogue of Life:
| Atypha | \| \| Atypha fuscago \| \| \| \| \| \| Atypha promethea \| \| \| \| \| \| Atypha pulmonariae \| \| \| \| \| \| Atypha pulmonaris \| \| \| \| |
|        | \| \| Atypha fuscago \| \| \| \| \| \| Atypha promethea \| \| \| \| \| \| Atypha pulmonariae \| \| \| \| \| \| Atypha pulmonaris \| \| \| \| |
|        | Atypha fuscago |
|        | |
|        | Atypha promethea |
|        | |
|        | Atypha pulmonariae |
|        | |
|        | Atypha pulmonaris |
|        | |